# 합천 현산정
합천 현산정(陜川 玄山亭)은 대한민국 경상남도 합천군 봉산면에 있는 건축물이다.
1985년 11월 14일 경상남도의 문화재자료 제156호 현산정으로 지정되었다가, 2018년 12월 20일 현재의 명칭으로 변경되었다.

## 개요
현초 김시용을 기리기 위하여 1926년에 세운 정자이다.
원래는 현 위치에서 4㎞ 떨어진 노파리에 있었으나, 합천댐 건설로 물에 잠기게 되자 1988년 이곳으로 옮겨 세웠다.
현산정은 ㄱ자형 2층 누각으로, 앞면 5칸·옆면 4칸 규모이다. 지붕은 옆면에서 볼 때 여덟 팔(八)자 모양을 한 팔작지붕으로 꾸몄다.
현산정 앞으로는 정사각형 모양의 정원과 대문이 있다.

## 참고 문헌
- 합천 현산정 - 국가유산청 국가유산포털